# اسلام‌آباد (نیر)
شاهنشین روستایی است که در استان اردبیل، شهرستان نیر، بخش مرکزی، دهستان اسلام آباد قرار دارد.
این روستا در شمالی‌ترین و نزدیک‌ترین روستا به دامنه قله سبلان از مرکز شهرستان است.
بیشتر فصول سال وسایل گرمایشی در این روستا استفاده می‌شود.
شغل مردم این روستا دامپروری و کشاورزی است.
آب این روستا از با کیفیت‌ترین آب‌های کشور است که همین امر موجب شده است کارخانه‌های زیادی در جهت تولید و بسته‌بندی آب‌های معدنی در این روستا تأسیس شود.

## جمعیت
بر اساس سرشماری سال ۱۳۸۵ جمعیت این روستا ۵۶۷ نفر با ۱۱۰ خانوار بوده‌است.